# 濱島淑恵
濱島 淑惠（はましま よしえ）は、日本の社会福祉学者。大阪歯科大学医療保健学部教授。学位は博士（学術）（金沢大学・2017年）。
ヤングケアラーの研究者であり、2016年には日本で初めて高校生を対象としたヤングケアラーに関する調査を実施し、2020年度は厚生労働省が実施したヤングケアラーに関する全国調査に研究班として携わった。
2019年にはヤングケアラーの当事者会『ふうせんの会』 を有志と共に立ち上げ、（元）ヤングケアラーたちが交流・情報交換を行うつどいを開催している。メディアに出演するほか、大阪市ヤングケアラーPT、尼崎市ヤングケアラープロジェクトメンバー、神戸市こども・若者ケアラー相談窓口アドバイザー、兵庫県ケアラー支援検討委員会座長を務め、ヤングケアラーの普及・啓発、支援活動に取り組んでいる。

## 経歴
- 1989年 - 大阪府立北野高等学校卒業
- 1993年3月 - 日本女子大学人間社会学部社会福祉学科卒業
- 1999年 - 日本女子大学大学院人間社会研究科修了
- 1999年 - 今治明徳短期大学生活科学科講師
- 2004年 - 吉備国際大学社会福祉学部講師
- 2007年 - 中部学院大学人間福祉学部講師
- 2008年 - 中部学院大学人間福祉学部准教授
- 2017年 - 大阪歯科大学医療保健学部准教授
- 2019年12月 - 「ヤングケアラー」がつながるための集いの場「ふうせんの会」を設立
- 2021年 - 大阪歯科大学医療保健学部教授

## 出演

### テレビ
- おはよう関西（NHK、2018年1月9日(火)）
- かんさい情報ネットten.（読売テレビ、2021年1月21日(木)）「『もっと子どもでいたかった』 家族を介護・ケアする“ヤングケアラー”の現実」 - YouTube
- かんさい熱視線（NHK、2021年2月13日(土)）
- クローズアップ現代+（NHK、2021年5月13日(木)）
- NNNドキュメント（日本テレビ、2021年7月4日(日)）「ヤングケアラー “見えない子供たち”のSOS」

## 著書
- 子ども介護者 ヤングケアラーの現実と社会の壁 2021年09月10日、ISBN 9784040822846